# Classe Marcello
La classe Marcello fu una classe di sommergibili oceanici della Regia Marina italiana, composta da undici unità entrate in servizio tra il 1938 e il 1939 e attive nel corso della seconda guerra mondiale. Questi battelli, che derivavano dalla di poco precedente classe Glauco, avevano scafo semplice, buone doti di velocità e manovrabilità e potevano immergersi fino a 100 metri di profondità.
Furono costruiti nei cantieri Cantieri Riuniti dell'Adriatico di Monfalcone e OTO della Spezia. Buoni battelli quanto a capacità nautiche, furono impegnati tanto nel settore del Mar Mediterraneo quanto nel corso della battaglia dell'Atlantico; due di essi furono anche convertiti in sommergibili da trasporto e impiegati in missioni di collegamento commerciale con l'Impero giapponese.
Nove battelli della classe furono perduti per cause belliche durante il conflitto; il Comandante Cappellini, sorpreso dall'annuncio dell'armistizio dell'Italia mentre si trovava a Sabang in Indonesia, fu catturato e assegnato prima alla Kriegsmarine tedesca e poi alla Marina imperiale giapponese, finendo smantellato alla fine del conflitto unitamente all'unico altro superstite della classe, l'Enrico Dandolo.

## Caratteristiche
Il progetto dei Marcello derivava da quello dei battelli classe Glauco di poco precedenti, due sommergibili oceanici ordinati ai cantieri italiani dalla Marinha Portuguesa ma in seguito acquisiti dalla Regia Marina; le ottime qualità nautiche, di autonomia, di velocità e di manovrabilità messe in luce dai Glauco portarono la Marina italiana ad ordinare una seconda classe di unità simili, riprodotte con solo minime variazioni dal progetto precedente, che andarono a costituire per l'appunto la nuova classe Marcello. I battelli furono ordinati in due serie, praticamente indistinguibili l'una dall'altra: la prima (composta da nove unità) realizzata presso i Cantieri Riuniti dell'Adriatico di Monfalcone tra il 1937 e il 1938, e la seconda (composta da due unità) ordinata ai cantieri OTO de La Spezia tra il 1938 e il 1939.
I Marcello erano battelli oceanici (o "da grande crociera") a scafo semplice con controcarene laterali, lunghi fuori tutto 73 metri, larghi 7,2 metri e con un pescaggio di 5,3 metri. Il dislocamento in emersione ammontava a 1.060-1.063 tonnellate, che saliva a 1.312-1.317 tonnellate in immersione; la profondità massima di collaudo raggiungibile era di 100 metri. L'equipaggio ammontava a 7 ufficiali e 51 sottufficiali e marinai.
Il sistema propulsivo era di tipo convenzionale, con due motori diesel per la navigazione in superficie, capaci di una potenza di 3.000-3.200 hp complessivi, e due motori elettrici da 1.100 hp complessivi per la navigazione in immersione. La velocità massima in emersione toccava i 17 nodi (alle prove si arrivò anche a 17,9-18,2 nodi), mentre quella in immersione raggiungeva gli 8 nodi; l'autonomia toccava le 9.760 miglia in emersione alla velocità di 8 nodi (che scendevano a 2.825 miglia alla massima velocità di crociera di 17 nodi), mentre quella in immersione si aggirava sulle 110 miglia a 3 nodi di velocità.
L'armamento di artiglieria si basava su due cannoni da 100/47 Mod. 1938, collocati sul ponte a prua e poppa della falsatorre; vi erano poi due impianti binati di mitragliere Breda Mod. 31 da 13,2 mm in funzione antiaerea. L'armamento silurante si basava su otto tubi lanciasiluri da 533 mm, quattro fissi a prua e quattro fissi a poppa, con una scorta di dodici siluri in totale.
Nel corso della guerra i Marcello subirono varie modifiche, soprattutto al fine di ridurre i tempi di immersione rapida e la visibilità delle unità in emersione; in particolare, fu notevolmente ridotto il volume della falsatorre nonché eliminate o ridotte le carenature e le colonnine di sostegno ai periscopi. Due battelli della classe (Comandante Cappellini e Agostino Barbarigo) furono modificati per fungere da battelli da trasporto per gli scambi commerciali con il Giappone, venendo privati di praticamente l'intero armamento di artiglieria e silurante e sistemando gli spazi interni per ospitare carichi e merci varie

## Unità
- Lorenzo Marcello
- Enrico Dandolo
- Sebastiano Veniero
- Andrea Provana
- Lazzaro Mocenigo
- Giacomo Nani
- Agostino Barbarigo
- Angelo Emo
- Francesco Morosini
- Comandante Cappellini
- Comandante Faà di Bruno

## Servizio
All'inizio del conflitto tutti i battelli della classe vennero impiegati per un breve periodo nel Mediterraneo (dove in agosto si verificò la prima perdita, quella del Provana); successivamente, fra l'estate e l'autunno, le unità vennero trasferite alla base di Betasom a Bordeaux.
Ottennero discreti risultati in Atlantico con l'affondamento di 28 mercantili per complessive 136.000 tonnellate di stazza lorda (più alcuni danneggiamenti), ma subendo anche la perdita di quattro unità (Morosini, Marcello, Nani, Faà di Bruno); altri quattro sommergibili (Veniero, Dandolo, Emo, Mocenigo) rientrarono in Mediterraneo nell'estate 1941 e in questo mare ebbero magri risultati (due mercantili affondati per 8818 tsl, più vari danneggiamenti) e andarono tutti perduti ad eccezione del Dandolo.
Dei due sommergibili rimasti in Atlantico, convertiti nella primavera 1943 in sommergibili da trasporto e inviati in Giappone, il Barbarigo fu affondato durante il viaggio ed il Cappellini, sorpreso dall'armistizio a Sabang, fu catturato e incorporato prima nella Kriegsmarine e poi nella Marina imperiale giapponese. Il solo battello della classe sopravvissuto al conflitto fu il Dandolo, che venne radiato nel 1947.